# Минаев, Алексей Васильевич (полковник)
Алексей Васильевич Минаев (17 мая 1911, Москва — 5 ноября 1998, Внуково) — советский военный лётчик и военачальник, полковник, командир 265-й истребительной авиационной дивизии, 257-й смешанной авиационной дивизии и 257-й истребительной авиационной дивизии.

## Биография
Окончил семилетнюю школу в 1926 году. Работал на московском заводе «Красный факел». Призван в РККА 4 мая 1932 года. Обучался в 1-й Тушинской авиационной школе и Пермском военном авиационном училище.
В звании старшего лейтенанта командовал звеном 107-й истребительной авиационной эскадрильи 83-й истребительной авиационной бригады Белорусского военного округа.
С ноября 1936 года по март 1937 года участвовал в боевых действиях в Испании и в воздушных боях сбил три истребителя в составе пары и звена. В одном из воздушных боев был тяжело ранен в руку, но сумел вернуться на аэродром. За отличие в Испании награждён двумя орденами Красного Знамени.
В мае-сентябре 1937 года служил в 107-й истребительной авиационной эскадрилье в Брянске. Затем командовал звеном и отрядом 20-й истребительной авиационной эскадрильи на Дальнем Востоке.
В должности помощника командира 40-го истребительного авиационного полка участвовал в боевых действиях у озера Хасан. В апреле 1939 года назначен командиром 71-го смешанного авиационного полка.
В январе — июне 1941 года обучался на оперативном факультете Военно-воздушной академии.
Командовал 282-м истребительным авиационным полком в составе 75-й смешанной авиационной дивизии и ВВС 38-й армии на Юго-Западном фронте. К июню 1942 года подполковник Минаев совершил 30 боевых вылетов на истребителях И-16 и МиГ-3 и в воздушном бою сбил немецкий самолёт в составе группы. «За отличное выполнение заданий командования на фронте борьбы с германским фашизмом и проявленные при этом мужество и отвагу» награждён третьим орденом Красного Знамени.
В ноябре 1942 года назначен командиром 265-й истребительной авиационной дивизии.
26 февраля 1943 года назначен командиром 257-й смешанной авиационной дивизии. Руководил формированием дивизии на базе ВВС 7-й армии. 18 марта 1943 года присвоено звание полковника.
Во время проведения Свирско-Петрозаводской операции летчики дивизии под командованием полковника Минаева совершили более 1100 боевых вылета на прикрытие наземных частей Карельского фронта. За образцовое выполнение заданий командования в боях с немецко-финскими захватчиками при форсировании реки Свирь, прорыве сильно укреплённой обороны противника и проявленные при этом доблесть и мужество дивизия удостоена почётного наименования «Свирская», а командир дивизии «за отличную сколоченность и выучку личного состава боевых частей и руководство боевыми действиями авиадивизии в период наступательной операции» награждён четвёртым орденом Красного Знамени.
Осенью 1944 года дивизия под командованием полковника Минаева участвовала в Петсамо-Киркенесской операции и за образцовое выполнение заданий командования в боях с немецко-фашистскими захватчиками, за овладение городом Петсамо и проявленные при этом доблесть и мужество награждена орденом Красного Знамени.
11 ноября 1944 года 257-я смешанная авиационная Свирская Краснознаменная дивизия переформирована в 257-ю истребительную авиационную дивизию и 17 ноября того же года выведена в Резерв Верховного Главнокомандования.
С апреля 1945 года по июнь 1946 года продолжал командовать дивизией в составе ВВС Московского военного округа.
3 октября 1946 года уволен в запас.
Скончался 5 ноября 1998 года.

## Награды
- Орден Красного Знамени (02.01.1937)[5]
- Орден Красного Знамени (04.07.1937)[5]
- Орден Красного Знамени (13.07.1942)[5]
- Орден Красного Знамени (21.07.1944)[5]
- Орден Отечественной войны II степени (06.04.1985) [6]
- Орден Жукова (04.05.1995)[7]
- Медаль За боевые заслуги (03.11.1944)[5]
- Медаль За оборону Советского Заполярья [8]